# Troféu Brasil de Esgrima 2009

## Resultados do Troféu Brasil de Esgrima 2010
| Evento            | Ouro                         | Prata                             | Bronze                    |
| ----------------- | ---------------------------- | --------------------------------- | ------------------------- |
| Espada Masculino  | Círculo Militar              | Comissão de Desportos do Exército | Grêmio Náutico União      |
| Florete Masculino | Esporte Clube Pinheiros      | Grêmio Náutico União              | Grêmio Náutico União      |
| Sabre Masculino   | Academia Paulista de Esgrima | Comissão de Desportos do Exército | Clube Atlético Paulistano |
| Espada Feminino   | Colégio Galois               | Clube Curitibano                  | Círculo Militar           |
| Sabre Feminino    | APPES                        |                                   |                           |
| Florete Feminino  |                              |                                   |                           |

| Evento            | Ouro                                  | Prata                        | Bronze                  |
| ----------------- | ------------------------------------- | ---------------------------- | ----------------------- |
| Espada Masculino  | Seleção Brasileira Militar de Esgrima | Círculo Militar              | Esporte Clube Pinheiros |
| Florete Masculino | Esporte Clube Pinheiros               | Grêmio Náutico União         | Grêmio Náutico União    |
| Sabre Masculino   | Esporte Clube Pinheiros               | Academia Paulista de Esgrima | Grêmio Náutico União    |
| Espada Feminino   | Colégio Galois                        | Clube Curitibano             |                         |
| Sabre Feminino    |                                       |                              |                         |
| Florete Feminino  | Grêmio Náutico União                  |                              |                         |